# Evandro Silva do Nascimento
Evandro Silva do Nascimento (født 26. september 1987) er en brasiliansk fodboldspiller.